# パラトカ駅
パラトカ駅（英語：Palatka Station）は、フロリダ州パラトカ ノース・11thストリート220にある駅。全米各地を結ぶ旅客鉄道のアムトラックが乗り入れている。1988年にアメリカ合衆国国家歴史登録財に指定。

## 概要
当駅はアトランティック・コースト・ライン鉄道の駅として建てられた歴史的な平屋のレンガ造りの駅舎とプラットフォームで構成されている。空調設備、トイレ、天井や床などの内装を改修する工事が2007年に入札が行われ、2008年に完成した。

## 利用可能な鉄道路線／列車
アムトラックのパラトカ駅に発着する列車は下記の通り。
ニューヨークとマイアミ間の夜行長距離列車シルバー・メティオ号…1日1往復停車
ニューヨークとマイアミ間の夜行長距離列車シルバー・スター号…1日1往復停車

## バス
当駅では下記のバスに連絡している。
中長距離バス… グレイハウンド (Greyhound)
路線バス… ザ・ライド・ソリューション (The Ride Solution)